# Душан Панајотовић
Душан Панајотовић (Књажевац, 1992) српски је виолиниста млађе генерације. Под менторством градитеља виолина Јована Поповића, учио је да самостално прави и репарира виолине, те је један од ретких наследника овог заната.

## Образовање
Рођен је у Књажевцу, где је стекао основно музичко образовање ушколи „Предраг Милошевић” у класи професора Огњана Рилака, а средње музичко образовање је наставио у Нишу, у музичкој гимназији „Војислав Вучковић” у класи професорке Зорице Илић. Факултет музичке уметности у Београду је уписао 2010. године у класи редовне професорке Гордане Матијевић-Недељковић, под чијим менторством је завршио основне и мастер студије. Тренутно похађа докторске студије на Катедри за гудачке инструменте, где је истовремено ангажован као асистент.
Стручна усавршавања стиче код Јована Колунџије, Хагаиа Шахама, Олега Похановског, Павела Верњикова, Стефана Миленковића, Лиане Исакадзе, и других светски познатих имена, значајних за интерпретацију виолинске музике.

## Учешће на концертима и фестивалима
Као солиста истакао се на републичким и иностраним музичким фестивалима попут чувених Нишких музичких свечаности (НИМУС), Београдских музичких свечаности (БЕМУС), Neisuoni deiluoghi у Италији, БУНТ у Београду. Солистичке наступе је остварио са оркестром на Burgos International Music Festival у Шпанији, са гудачким оркестром „Душан Сковран” у великој дворани Задужбине И. М. Коларца, Нишким симфонијским оркестром, уз пратњу оркестра театра у Улму и других. Са гудачким квартетом 4 гудача на месту прве виолине, изводио је дела српских и иностраних аутора, што је забележено на издатом ЦД диску.
Као концертмајстор је наступао у Young Euro Classic Orchestraу сали Berlin Konzerthaus, под руководством Лиане Исакадзе, и са СО Факултета музичке уметности, а тренутно је заменик концертмајстора „БГО Душан Сковран”,
Залаже се за извођење савремених дела, превасходно српских композитор у циљу очувања националног композиторског стваралаштва. Активно изводи дела младих аутора са одсека за композицију ФМУ, а у оквиру фестивала КОМА премијерно је извео Раскованог прометеја за виолину и оркестар студента композиције Игора Андрића. Вођен овом идејом, обновио је Београдски трио са колегама који такође негују савремено српско стваралаштво. Са Триом је изводио дела бројних композитора широм наше земље, али и у Европи са посебним акцентом на наступима у Белгији у Bozaar сали лепих уметности. Поред значајних наступа, београдски трио је награђен првом наградом на такмичењу из извођења савремене српске музике ReConstruction у дисциплини Камерна музика.

## Награде и признања
Његови први музички кораци, али и каснија професионална извођења, праћена су бројним републичким и међународним наградама попут награде за најбољег младог уметника коју додељује удружење музичких уметника Србије (УМУС), прва награда на интернационалном такмичењу 3rd International Danube Instrumental Competition у Улму, Немачка, затим Yamaha награда, а потом и специјална награда на Интернационалном такмичењу Ohrid Pearls у Македонији у виду стипендије за даље усавршавање на Schoole of Music & Dance, College of Creative Arts, државном универзитету у Сан Франциску, САД.
Добитник је и прве награде на Интернационалном такмичењу Burgos International MusicFestival у Шпанији, првом наградом на Републичком такмичењу у Београду, а такође је и добитник награда из фондова Миодраг Мацић-Mишо, Мери Жежељ-Мајер и Мерима Драгутиновић. Добитник је повеље Нова млада нишка елита коју додељује Ротари клуб „Константин Велики” у Нишу.